# ننكيشليشما
ننكيشلشما وهو ثالث ملوك سومر لسلالة كيش الأولى حكم في حوالي سنة 2900 ق م حسب قائمة الملوك السومريين، وجاء بعده إين تاراح أنا.